# Shen Weiwei
Shen Weiwei (沈卫威S, Shěn WèiwēiP; Nantong, 31 luglio 1980) è una schermitrice cinese, specializzata nella spada. Ha vinto una medaglia di bronzo ai Campionati mondiali di scherma.